# Cratere Ali Baba
Ali Baba è un cratere sulla superficie di Encelado.